# Ludwik Siewruk
Ludwik Siewruk (ur. 1806 w Sielcach w powiecie rzeczyckim, zm. 21 czerwca 1853 w Moskwie) – polski lekarz, anatom.
Ukończył gimnazjum w Traszkunach w 1823 roku. Studiował na wydziale prawniczym Uniwersytetu Wileńskiego, po roku zmienił kierunek studiów na medycynę. W 1832 roku otrzymał tytuł lekarza I klasy. W tym samym roku został prosektorem. Od 1834 do 1838 jako adiunkt wykładał anatomię na wileńskiej Akademii Medyko-Chirurgicznej. W 1838 otrzymał tytuł doktora medycyny na Uniwersytecie Moskiewskim, gdzie w 1840 objął katedrę anatomii, a w 1842 uzyskał tytuł profesora zwyczajnego. Piastował godność dziekana wydziału lekarskiego tej uczelni w latach 1848–50. Zmarł na cholerę. Opublikował 12 rozpraw naukowych. 

## Wybrane prace
- De graviditate extrauterina bienni. W: Collectanea medico-chirurgica. Vilnae, 1838
- De congenita epidermidis hypertrophia, duobus in speciminibus observata, 1843